# Vicente Brunini
Vicente Carlos Brunini (Ciudad Autónoma de Buenos Aires, 22 de enero de 1903 – Buenos Aires 13 de octubre de 1973) fue un Ingeniero Agrónomo, profesor y académico argentino, miembro de número de la Academia Nacional de Agronomía y Veterinaria, Presidente de la Junta Nacional de Granos y tercer presidente del Consejo Profesional de Ingeniería Agronómica de la República Argentina. Destacado por su aporte a la homogeneización y promoción del cultivo de Trigo en la provincia de Buenos Aires.

## Biografía[1]
Brunini nació el año 1903 en Buenos Aires. Era un porteño, un hombre de ciudad a la que nunca pudo olvidar. Pero al mismo tiempo, intriga conocer como fue capaz de abrazar con tanta dedicación y eficiencia la profesión de agrónomo. Intriga también conocer  cuales fueron los factores que hicieron que elija dicha carrera y como veremos, le permitieron destacarse en ella. Es posible que se hubiera distinguido en un amplio número de disciplinas, porque poseía la característica de ir más allá, de considerar las situaciones y proceder en consecuencia.
Egresó de la  Facultad de Agronomía y Veterinaria de la Universidad de Buenos Aires en 1922, fue becado por el Ministerio de Agricultura para estudiar genética del trigo en Europa, especialmente en Italia, con el profesor Strampelli. De regreso al país, ocupó el cargo de ayudante del profesor Backhouse (fundador de la genética vegetal y de la fruticultura en el valle del Río Negro) en la División Genética del Ministerio de Agricultura. Además, en sus tiempos de estudiante colaboró estrechamente con el ingeniero agrónomo Emilio Coni, profesor de Economía Rural, aprendiendo a valorar la importancia de la economía en los problemas de la producción.
Por sus méritos se lo envió a profundizar conocimientos de genética aplicada a Italia, bajo la dirección del conocido fitotecnista Nazareno Stranpelli, criador europeo de reconocida capacidad, quien ejerció marcada influencia sobre su formación científica. De vuelta de Italia comienza a trabajar en la División Genética del Ministerio de Agricultura, que estaba en aquel entonces bajo la dirección de William O. Backhouse. Por las condiciones precarias en que se desenvolvía este organismo, ambos desarrollaban su actividad en la Chacra Experimental de La Previsión, fundada por Amos años antes y dependiente de una cooperativa (Posteriormente Estac. Experimental Barrow). Introduce una nueva metodología y procede a seleccionar el material de cría existente según nuevo criterio, incorpora nuevas líneas y realiza cruzamientos reorientando los objetivos fitotécnicos.

## Estación Experimental Barrow
Refiriéndose al ensayo, entre otras, el ingeniero Coni dijo: “la uniformidad varietal del trigo es indispensable para la obtención de mejores precios, ya sea individualmente por el agricultor, ya sea colectivamente para el país que lo exporta. Una investigación minuciosa practicada entre los molineros europeos durante tres años, ha permitido a la Comisión de Granos comprobar que los trigos de Bahía Blanca no obtienen en Europa el precio a que son acreedores por su fuerza, debido a la deficiente clasificación con que son embarcados.Esta clasificación no puede hacerse exclusivamente en el puerto, ella debe partir de la chacra, continuar al pasar por el acopiador y finalmente por el exportador.Y en esta carrera hacia la uniformidad, la pureza varietal constituye la etapa inicial del proceso, que con tanta oportunidad y acierto ha encarado la Cooperativa La Previsión, que agrega así un nuevo galardón a su ya larga obra contribuyendo al progreso agrícola de la zona”. Este Boletín fundado por el ingeniero Brunini, continuó dirigiéndolo luego el ingeniero Schelotto hasta que la Chacra pasa a poder del gobierno de la Provincia de Buenos Aires en 1942. Además de las publicaciones se organizaban anualmente concursos de semillas pudiendo 
participar todos los socios activos de la Provincia de Buenos Aires y de La Pampa central, mostrando un interés constante por lograr mejores variedades.
El gran conocimiento y la experiencia de Backhouse también ejercen influencia sobre su formación que termina por conformarse bajo su propia personalidad; todo ello se ve ampliado por el viaje de Strampelli a la Argentina. Los dos fitotecnistas europeos poseen una clara vivencia de la evolución del mejoramiento de los cereales ocurrido en el Viejo Mundo, lo cual le permite a Brunini prever y orientarse en su labor, trazándose un camino a seguir. Fue entonces cuando ya en plena culminación de su aprendizaje y con la herramienta que lo faculta, la Chacra Experimental, comienza su tarea con toda intensidad, y produce cultivares que ayudarán a cambiar el panorama de la agricultura pampeana.
Como ocurre siempre, la solución de un problema plantea nuevas expectativas, en este caso, la calidad de la producción. Los primeros trabajos de mejoramiento habían puesto énfasis en el aumento de los rendimientos como cuestión de urgencia, sin considerar mayormente sus condiciones industriales, etapa que puede darse por concluida en 1930, cuando fueron ya reemplazadas la mayor parte de las poblaciones originales. Se presenta entonces la calidad como aspecto de importancia, para que la Argentina continuara como proveedor del mercado europeo, cuyos trigos son en su mayor parte blandos. Necesitaban granos correctores como los que suministraban USA y Canadá. Brunini reorienta entonces los objetivos de sus trabajos. En sus realizaciones concretas se encuentran cultivares cerealeros, entre los que se destacan los siguientes trigos blandos: La Previsión 3; La Previsión 34; General Urquiza; Kanhard 59 (Selec. La Previsión) Sola y Sola 50, además de otros cultivares en colaboración con Schelotto y Olsen. Los trigos semiduros La Previsión 28 y La Previsión 25, este último de muy amplia difusión. A ellos se suman el trigo candeal Selección La Previsión 13; las cebadas cerveceras La Previsión 19 y Buenos Aires 109 y el lino La Previsión 18.

## Actividad política
Esta actividad pródiga en hechos tangibles indica que supo ubicarse perfectamente en el momento histórico en que la agricultura del país se encontraba. Su quehacer trascendió los límites de sus obligaciones concretas y su influencia se extendió a otras regiones; así bajo su dirección se fundó la Chacra Experimental “Sola” del F.C. de Entre Ríos. Transmitió su conocimiento y forma de pensar a dos colegas, los Ings. Schelotto y Mascasini. El Ing. Schelotto continuó a cargo de la Chacra La Previsión mientras que el Ing. Mascasini se hizo cargo de Sola. Este sentido del estímulo y difusión lo llevó a fundar el Boletín La Previsión, que se mantuvo durante 12 años, un largo período si se tiene en cuenta que la Chacra La Previsión era un centro aislado de la urbe absorbente, ubicado donde hasta no hacía muchos años era el desierto inhóspito y, sobre todo, si se tiene en cuenta nuestra modalidad donde revistas como la Argentina de Agronomía terminó lamentablemente por desaparecer.
Su sentido práctico le permitió encontrar los puntos débiles de la agricultura Argentina y proceder en consecuencia con sus trabajos. Así en la época que la Argentina era un fuerte exportador de avena, el “standard” hectolítrico se caracterizaba por su bajo valor. Debido a un empeño personal y a la orientación de sus objetivos, dando énfasis a esta característica en las selecciones, logró elevarlo a valores que redundaron en grandes beneficios para el país.
Cambiando el panorama varietal de La Pampa, dando los intensos trabajos de selección, se presentó ante Brunini el problema de la mezcla de cultivares que habían obtenido y difundido los distintos criadores, lo que hacían anárquico el panorama de la explotación, en lo que a su calidad se refiere. Fue necesario en consecuencia estudiar, ordenar y clasificar geográficamente la producción, en particular por sus aptitudes de trigos blandos, semiduros y duros que se exportaban por los diversos puertos, como Rosario, Villa Constitución, Buenos Aires, Bahía Blanca y otros. Brunini, ubicado nuevamente en forma correcta, encara este estudio que dio lugar a publicaciones, donde trata la situación de los trigos argentinos en el mercado europeo, la distribución de las variedades en la región cerealera y en general el relevamiento geográfico de la producción, la calidad de la cosecha y otros aspectos industriales.
Había pasado entonces a formar parte de la Comisión Nacional de Organización y Reglamento de la ley 12.253 como representante de las cooperativas, bajo la presidencia del Ing. Coni. Allí desarrolla su actividad característica y por cierto que no se trata de un director más sino de un ejecutor dinámico, plenamente compenetrado del papel que jugará esta entidad en el comercio de granos y la producción. Su personalidad y su pensamiento se revela en el capítulo sobre fomento de la Genética y la Fitotecnia. En ellas están desarrolladas sus ideas como las del Ing. Boaglio. 
Fue electo Presidente del  Consejo Profesional de Ingeniería Agronómica  entre 1949 y 1951 siendo su tercer presidente en ejercicio. Desde 1956 a 1957 fue interventor de la Junta Nacional de Granos y en 1959 bajo el gobierno constitucional del Dr. Arturo Frondizi es nombrado Presidente donde sigue actuando con su dinámica. Ese mismo año la Academia Nacional de Agronomía y Veterinaria lo nombra Académico de Número, recibiéndolo en sesión pública en 16 de septiembre de 1959.
Según palabras del Ing Enrique Sivori: "Tuve oportunidad de conocerlo cuando desempeñaba funciones en la Comisión de Granos y Elevadores. Visitaba los laboratorios, el nuestro en particular de Estudios Especiales, dirigido por el Ing. Castiglioni, donde iban a parar todas aquellas cuestiones que escapaban a la rutina. Era vivaz, preguntaba, inquiría y aconsejaba. Constantemente traía problemas y realizaba trabajos con su colaboradora, en aquel entonces la Srta. Dora Marchetti con quien contrajo posteriormente enlace. A su vez, era positivista, tenía plena fe en los principios científicos y no se dejó amilanar por el deterioro mundial posterior a la primera guerra. Buscaba sortear las dificultades y resolver los problemas a medida que se presentaban. Un cartelito en su escritorio expresaba “Mientras la ciencia duda, el ignorante niega”. Pero tenía plena conciencia que la ciencia duda hasta tanto obtiene hechos concretos, donde las dudas se transfieren a un nuevo campo de lo desconocido. El espectacular progreso fitotécnico logrado estas últimas décadas demuestran su acierto.". 
Poseía una buena base científico-técnica y sobre todo había colocado sus pies sobre la tierra, demostrando un gran respeto por las normas científicas que le permitían llegar a conclusiones bien fundadas. Desconfiaba de toda afirmación que no estuviera basada en hechos. Es más aún, Brunini prevé. Así dice refiriéndose a la composición varietal de los cultivos: “La renovación continúa actualmente y en el futuro lo será bajo ciertas restricciones aconsejadas por la experiencia, que procuran evitar la difusión de un número excesivo de variedades, mediante la selección de las mejores con exclusión de las demás”.
Más tarde se ausentó del país como Agregado Agrícola a la embajada Argentina en Italia. Falleció en el 13 de octubre de 1973.